# Écueillé
Écueillé är en kommun i departementet Indre i regionen Centre-Val de Loire i de centrala delarna av Frankrike. Kommunen ligger i kantonen Écueillé som tillhör arrondissementet Châteauroux. År 2022 hade Écueillé 1 189 invånare.

## Befolkningsutveckling
Antalet invånare i kommunen Écueillé
Referens:INSEE